# Silent Storm
Silent Storm är ett taktiskt turbaserat PC-spel utvecklat av Nival Interactive och utgivet av JoWood Productions år 2003. Spelet utspelar sig under andra världskriget och spelaren tar rollen som en grupp elitsoldater från de allierade eller axelmakterna och utför ett antal uppdrag runt omkring i Europa. Spelets fysik är relativt avancerad och innehåller ragdollfysik hos figurerna samt förstörbara omgivningar. I slutet av ett uppdrag är det ofta stora hål i väggar och små byggnader faller ihop helt och hållet.
En expansion kom senare med namnet Silent Storm Sentinels och byggde på spelets grund med en helt ny kampanj. En modifikation vid namn Hammer & Sickle köptes upp och blev till ett helt eget spel, byggt på samma motor. Också spelet baserat på den ryska filmen Night Watch använder spelmotorn som finns i Silent Storm.